# Anna Magnusson
Anna Evelina Magnusson (ur. 31 marca 1995 w Piteå) – szwedzka biathlonistka, wicemistrzyni olimpijska i trzykrotna medalistka mistrzostw świata.

## Kariera
Po raz pierwszy na arenie międzynarodowej pojawiła się w 2014 roku, startując na mistrzostwach świata juniorów w Presque Isle, gdzie zajęła między innymi siódme miejsce w biegu indywidualnym i sztafecie. Na rozgrywanych dwa lata później mistrzostwach świata juniorów w Fundacie zdobyła srebrny medal w sztafecie i brązowy w sprincie. W zawodach Pucharu Świata w biathlonie zadebiutowała 3 grudnia 2015 roku w Östersund, zajmując 40. miejsce w sprincie. Tym samym już w swoim debiucie zdobyła pierwsze pucharowe punkty. Na podium zawodów tego cyklu pierwszy raz stanęła 16 grudnia 2022 roku w Le Grand-Bornand, gdzie zwyciężyła w sprincie.
W 2018 roku wspólnie z Moną Brorsson, Linn Persson i Hanną Öberg zdobyła srebrny medal w sztafecie podczas igrzysk olimpijskich w Pjongczangu. Wynik ten Szwedki z Magnusson w składzie powtórzyły na mistrzostwach świata w Östersund w 2019 roku.

## Osiągnięcia

### Zimowe igrzyska olimpijskie
| Rok  | Miejscowość | Konkurencje | Konkurencje | Konkurencje | Konkurencje | Konkurencje | Konkurencje | Konkurencje |
| Rok  | Miejscowość | IN          | SP          | PU          | MS          | RL          | MR          | SR          |
| ---- | ----------- | ----------- | ----------- | ----------- | ----------- | ----------- | ----------- | ----------- |
| 2018 | Pjongczang  | 37.         | nd.         | nd.         | nd.         | 2.          | nd.         | nd.         |
| 2022 | Pekin       | nd.         | 7.          | 46.         | nd.         | nd.         | nd.         | nd.         |

### Mistrzostwa świata
| Rok  | Miejscowość | Konkurencje | Konkurencje | Konkurencje | Konkurencje | Konkurencje | Konkurencje | Konkurencje |
| Rok  | Miejscowość | IN          | SP          | PU          | MS          | RL          | MR          | SR          |
| ---- | ----------- | ----------- | ----------- | ----------- | ----------- | ----------- | ----------- | ----------- |
| 2015 | Kontiolahti | 72.         | –           | –           | –           | 8.          | –           | nd.         |
| 2016 | Oslo        | –           | 53.         | 57.         | –           | 10.         | –           | nd.         |
| 2017 | Hochfilzen  | 59.         | 14.         | 36.         | –           | 6.          | 6.          | nd.         |
| 2019 | Östersund   | 65.         | 43.         | 11.         | –           | 2.          | –           | –           |
| 2023 | Oberhof     | 35.         | 9.          | 18.         | 26.         | 3.          | –           | –           |
| 2024 | Nové Město  | 25.         | 30.         | 19.         | 26.         | 2.          | –           | –           |
| 2025 | Lenzerheide | 28.         | 20.         | 7.          | 19.         | 3.          | 5.          | –           |

### Mistrzostwa świata juniorów
| Rok  | Miejscowość  | Konkurencje | Konkurencje | Konkurencje | Konkurencje | Konkurencje | Konkurencje | Konkurencje |
| Rok  | Miejscowość  | IN          | SP          | PU          | MS          | RL          | MR          | SR          |
| ---- | ------------ | ----------- | ----------- | ----------- | ----------- | ----------- | ----------- | ----------- |
| 2014 | Presque Isle | 7.          | 9.          | 13.         | nd.         | 7.          | nd.         | nd.         |
| 2015 | Raubicze     | 34.         | 6.          | 9.          | nd.         | 4.          | nd.         | nd.         |
| 2016 | Fundata      | 12.         | 3.          | 4.          | nd.         | 2.          | nd.         | nd.         |

### Puchar Świata

#### Miejsca w klasyfikacji generalnej
| Sezon     | Miejsce |
| --------- | ------- |
| 2015/2016 | 102.    |
| 2016/2017 | 23.     |
| 2017/2018 | 94.     |
| 2018/2019 | 68.     |
| 2019/2020 | 64.     |
| 2020/2021 | 63.     |
| 2021/2022 | 33.     |
| 2022/2023 | 14.     |
| 2023/2024 | 15.     |
| 2024/2025 | 20.     |

#### Miejsca na podium
| Lp. | Dzień      | Rok  | Miejscowość      | Konkurencja      | Lokata | Pudła | Czas biegu | Strata | Zwycięzca            |
| --- | ---------- | ---- | ---------------- | ---------------- | ------ | ----- | ---------- | ------ | -------------------- |
| 1.  | 16 grudnia | 2022 | Le Grand-Bornand | Sprint na 7,5 km | 1.     | 0+0   | 21:04,7    | –      | –                    |
| 2.  | 18 marca   | 2023 | Oslo             | Sprint na 7,5 km | 3.     | 0+0   | 21:06,5    | +33,1  | Denise Herrmann-Wick |